# Stomatologija
Stomatologija (grč. στομα, "usta"), ili dentalna medicina, predstavlja jednu od kliničkih disciplina koja je usko povezana s medicinom, ali i s tehnologijom izrade raznih naprava i postavljanja umjetnih materijala kojima se nadoknađuju i/ili nadograđuju izgubljeni zubi i okolne strukture. Stomatologija je i s medicinske strane nadležna za liječenje pacijenata s bolestima usne šupljine.

## Grane stomatologije
1. Dentalna antropologija
2. Morfologija zubi
3. Restaurativna stomatologija
4. Endodoncija
5. Gnatologija
6. Dječja stomatologija
7. Oralna higijena i preventivna stomatologija
8. Ortodoncija
9. Parodontologija
10. Oralna kirurgija
11. Stomatološka protetika
12. Oralna medicina - bavi se dijagnostikom i liječenjem bolesti i njihovih simptoma koje se primarno javljaju na sluznici usne šupljine.

## Školovanje
Prihvaćanjem Bolonjske deklaracije, od 2005. godine svi studenti stomatologije u Republici Hrvatskoj upisuju novi integrirani preddiplomski i diplomski program. Na Stomatološkom fakultetu Sveučilišta u Zagrebu, koji je ujedno jedina samostalna institucija stomatološkog usmjerenja u okviru biomedicinske grupacije u RH, taj redovni studij traje šest godina (12 semestara). Studij stomatologije Medicinskog fakulteta Sveučilišta u Rijeci, kao i studij stomatologije Medicinskog fakulteta Sveučilišta u Splitu također traju 6 godina (12 semestara). Svi studenti upisani na studije do 2004. godine studiraju po starom petogodišnjem programu.

## Hrvatsko stomatološko nazivlje
„Hrvatsko stomatološko nazivlje – HRSTON” projekt je Stomatološkoga fakulteta Sveučilišta u Zagrebu čiju provedbu financira Nacionalna zaklada za znanost, visoko školstvo i tehnologijski razvoj Republike Hrvatske. Projekt se provodio u razdoblju 2009. – 2010. u suradnji s Institutom za hrvatski jezik i jezikoslovlje.
Projekt je imao dva cilja: izgraditi hrvatsko stomatološko nazivlje i popularizirati uporabu hrvatskoga stomatološkog nazivlja među studentima stomatologije, stomatolozima i znanstvenicima.

## Organizacije
Krovna stručna organizacija stomatologa (doktora dentalne medicine) u RH je Hrvatska komora dentalne medicine.

## Vanjske poveznice
- Stomatološki fakultet Zagreb
- Medicinski fakultet u Rijeci
- Medicinski fakultet u Splitu  Arhivirana inačica izvorne stranice od 21. veljače 2009. (Wayback Machine)
- Medicinski fakultet u Osijeku
- Stranica studenata stomatologije u Zagrebu  Arhivirana inačica izvorne stranice od 3. ožujka 2007. (Wayback Machine)